# Tinh linh nguyên tố

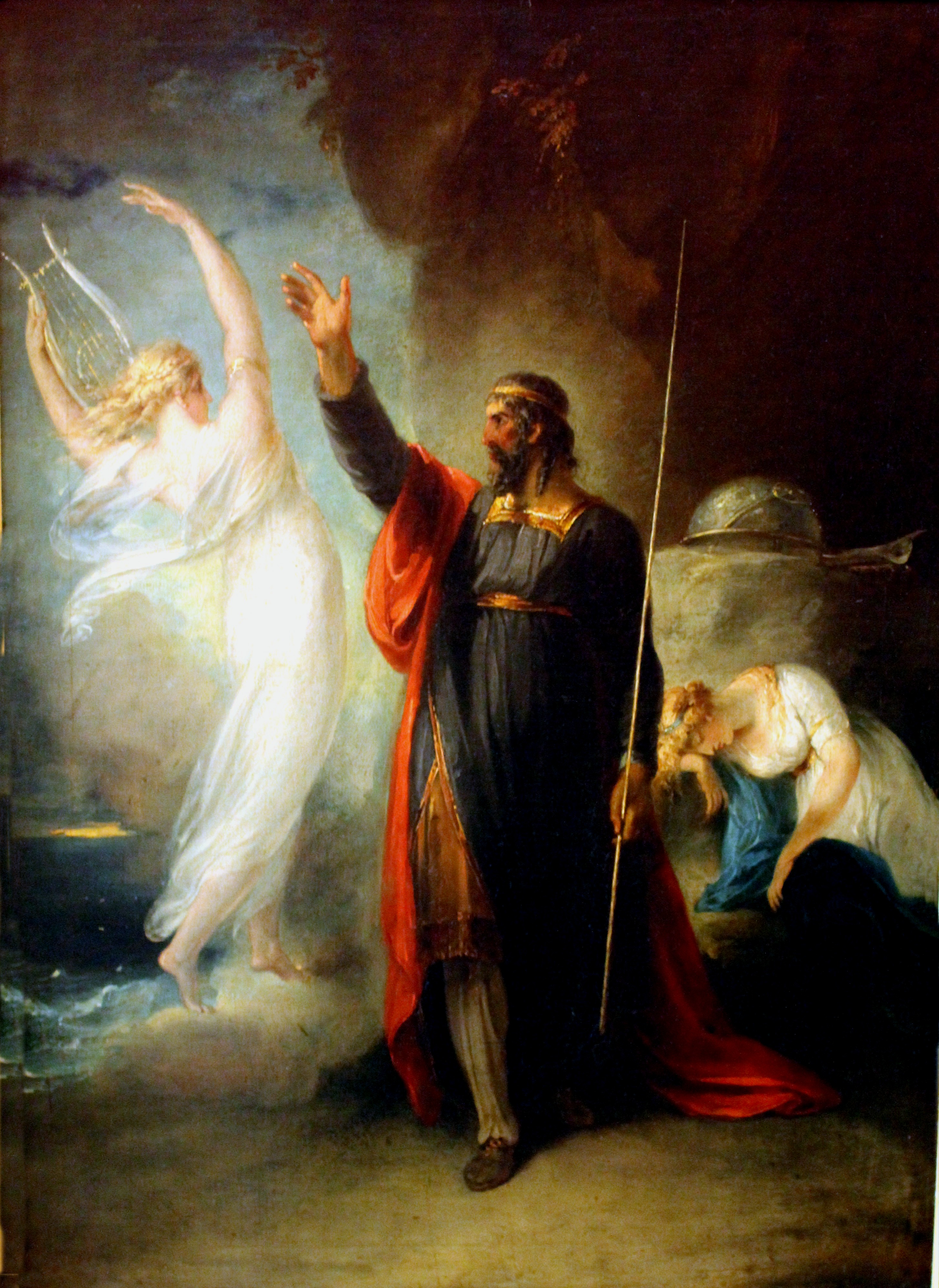
Anh hùng Prospero và Phong tinh linh - Tranh vẽ của William Hamilton.

Tinh linh nguyên tố (tiếng Anh: elemental) hay Tứ đại Tinh linh là những tinh linh gắn liền với các nguyên tố cổ điển. Họ là một dạng sống siêu nhiên trong thần thoại Châu Âu, thường được nhắc đến trong các tác phẩm thần bí học và giả kim thuật thời kỳ Phục Hưng, đặc biệt được trình bày chi tiết trong các tác phẩm thế kỷ 16 của Paracelsus. Theo Paracelsus và những hậu bối, tứ đại tinh linh tương ứng với bốn nguyên tố là:
- Thổ tinh linh Gnome
- Thủy tinh linh Undine
- Phong tinh linh Sylph
- Hỏa tinh linh Salamander.

Tinh linh nguyên tố thường bị nhầm lẫn với tiên tộc, elf và pixie trong các tác phẩm giả tưởng.

## Từ nguyên
Tinh linh là từ Hán Việt dùng để chỉ cho phần hồn, thần thức của con người hay linh tính của loài vật, tự nhiên hoặc là "phần linh hồn của vật chất". Tinh (精) thuờng chỉ những thực thể, dạng sống tâm linh gắn liền với thiên nhiên (như Sơn Tinh và Thủy Tinh), Linh (靈) có nghĩa là linh thiêng, thiêng liêng và Nguyên tố chỉ bốn nguyên tố cổ điển 

## Lịch sử

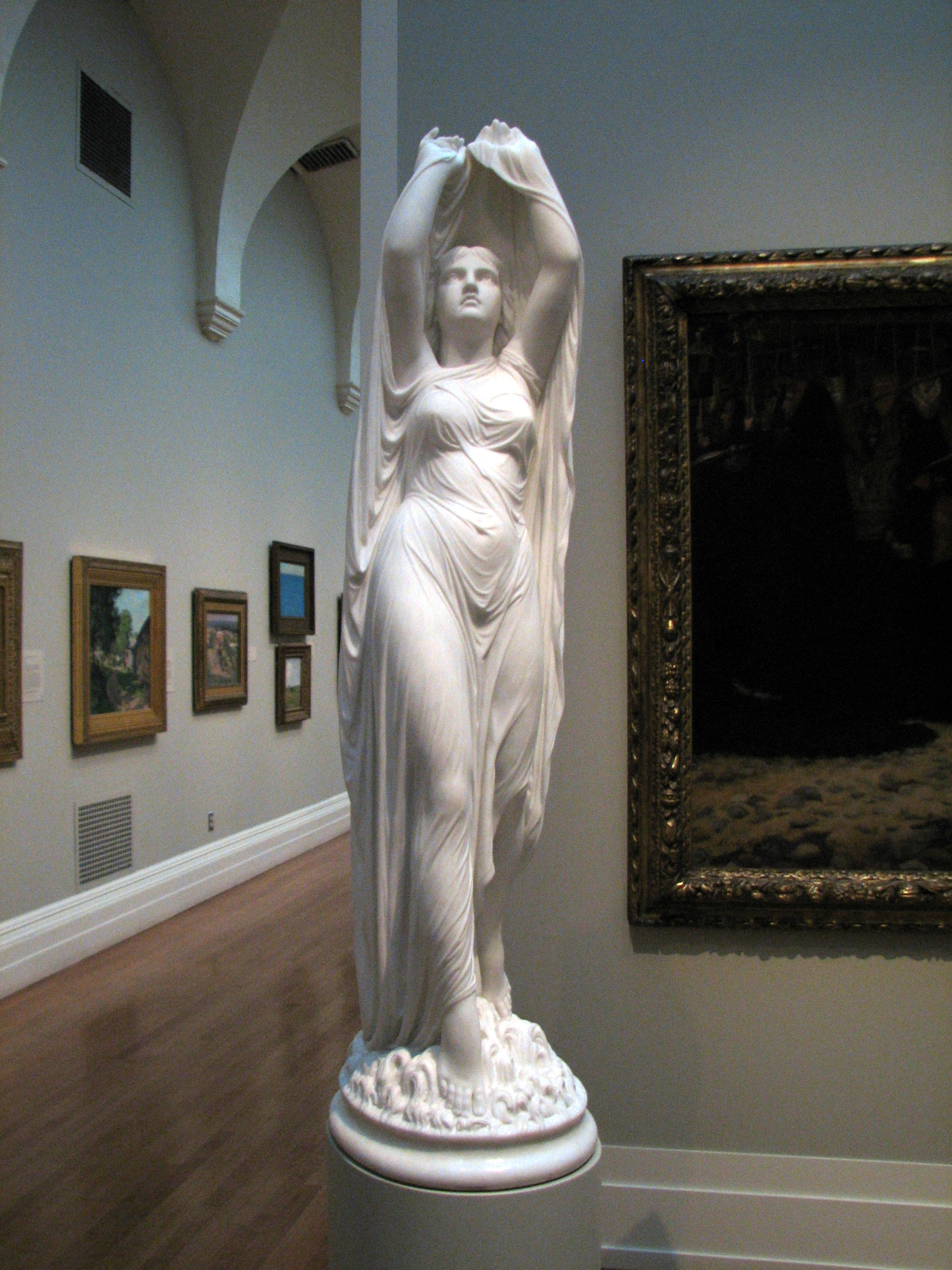
Tượng Thủy tinh linh Undine.

Khái niệm Tinh linh nguyên tố của Paracelsus rút ra từ một số truyền thống lâu đời trong thần thoại và tôn giáo. Các chủ đề phổ biến có thể được tìm thấy trong văn hóa dân gian, thuyết vật linh và thuyết nhân hình. Ví dụ về những sinh vật như Pygmy được lấy từ thần thoại Hy Lạp.
Các nguyên tố thổ, thủy, phong và hỏa được coi là những thành phần cơ bản của tự nhiên. Hệ thống này chiếm ưu thế trong thế giới cổ điển và có ảnh hưởng lớn đến triết học tự nhiên thời Trung cổ. Mặc dù Paracelsus sử dụng những nền tảng này và những cái tên phổ biến đã có từ trước của các sinh vật nguyên tố, nhưng ông làm như vậy để trình bày những ý tưởng mới mở rộng trên hệ thống triết học của riêng mình. Homunculus cũng là một ý tưởng khác của ông từ các truyền thống giả kim thuật, khoa học và văn hóa dân gian trước đó.

## Tinh linh trong nghệ thuật và giải trí
Các Tinh linh nguyên tố trở thành chủng tộc nổi tiếng trong văn học lãng mạn sau này. Thậm chí vào thế kỷ 17, các tinh linh đã xuất hiện trong các tác phẩm của John Dryden. Alexander Pope đã lấy Comte de Gabalis làm cảm hứng về tinh linh trong bài thơ The Rape of the Lock năm 1712 của ông.
Cuốn tiểu thuyết ngắn về Undine của Fouqué là một trong những ví dụ về ảnh hưởng to lớn của tinh linh trong văn học. Ngoài ra, tinh linh nguyên tố cũng được lấy làm ý tưởng cho nhóm siêu anh hùng DC Comics,The Elementals, bao gồm các nhân vật Gnome, Sylph, Salamander và Undine.
Blackwood giới thiệu về tinh linh nguyên tố trong tiểu thuyết ngắn The Nemesis of Fire. Các Tinh linh liên quan đến bốn nguyên tố cổ điển xuất hiện trong tiểu thuyết của Michael Moorcock, đặc biệt là tiểu thuyết Elric of Melniboné năm 1972 của ông, và một biến thể xuất hiện trong trò chơi nhập vai Dungeons & Dragons những năm 1970. Khái niệm này kể từ đó đã được mở rộng trong nhiều game và phim khác.
Các tinh linh cũng thường xuất hiện trong các tác phẩm giải trí của Nhật Bản như anime, manga, game và light novel. Tại đây, tinh linh thường được xây dựng là một chủng tộc có đẳng cấp cao trong thế giới fantasy, ví dụ là một đối trọng của thiên sứ và ác ma trong tác phẩm Về chuyện tôi chuyển sinh thành Slime!